# Johann Georg Gichtel
Johann Georg Gichtel (14 de marzo de 1638-21 de enero de 1710) fue un místico y líder religioso alemán crítico del luteranismo. Sus seguidores, llamados Gichtelianos, finalmente se separaron de esta doctrina.

## Biografía
Gichtel nació en Ratisbona, donde su padre era miembro del senado. Habiendo adquirido en la escuela un conocimiento de griego, hebreo, siríaco e incluso árabe, se dirigió a Estrasburgo para estudiar teología pero al encontrar desagradables las conferencias teológicas de JS Schmidt y PJ Spener, ingresó en la facultad de derecho. 
Fue admitido como abogado, primero en Speyer y luego en Ratisbona pero conoció al barón Justinianus von Weltz (1621-1668), un noble húngaro que amaba los proyectos de unión de la cristiandad y la conversión del mundo, y habiéndose familiarizado él mismo con otro mundo en sueños y visiones, abandonó todo interés por su profesión, y se convirtió en un enérgico promotor de la Christerbauliche Jesusgesellschaft (Sociedad Cristiana de Edificación de Jesús).
El movimiento en sus inicios no provocó al menos ninguna hostilidad activa; pero cuando Gichtel comenzó a atacar las enseñanzas del clero y la iglesia luteranos, especialmente sobre la doctrina fundamental de la justificación por la fe, se expuso a un proceso que resultó en una sentencia de destierro y confiscación (1665). Después de muchos meses de aventuras errantes y ocasionalmente románticas, llegó a los Países Bajos en enero de 1667 y se instaló en Zwolle, donde cooperó con Friedrich Breckling (1629-1711), quien compartió sus puntos de vista y aspiraciones.
Habiéndose involucrado en los problemas de este amigo, Gichtel, después de un período de prisión, fue desterrado por años de Zwolle, pero finalmente en 1668 encontró un hogar en Ámsterdam, donde conoció a Antoinette Bourignon, y en un estado de pobreza (que, sin embargo, nunca se convirtió en indigencia) vivió su vida de visiones y ensoñaciones, de profecía y oración. Reunió una comunidad de los "Hermanos de la Vida Angélica".
Se convirtió en un ardiente discípulo de Jakob Böhme, cuyas obras publicó en 1682; pero antes del momento de su muerte, había atraído a sí mismo a un pequeño grupo de seguidores conocidos como "Gichtelianos" o "Hermanos de los Ángeles", que propagaban ciertos puntos de vista a los que había llegado independientemente de Böhme. Buscando siempre escuchar la voz autoritaria de Dios dentro de ellos, y esforzándose por alcanzar una vida totalmente libre de deseos carnales, como la de "los ángeles en el cielo, que ni se casan ni se dan en matrimonio", afirmaban ejercer un sacerdocio "según el orden de Melquisedec", apaciguando la ira de Dios y rescatando las almas de los perdidos por los sufrimientos soportados vicariamente siguiendo el ejemplo de Cristo.
Sin embargo, mientras Böhme "deseaba seguir siendo un hijo fiel de la Iglesia", los gichtelianos se convirtieron en separatistas.

## Hombre Planetario

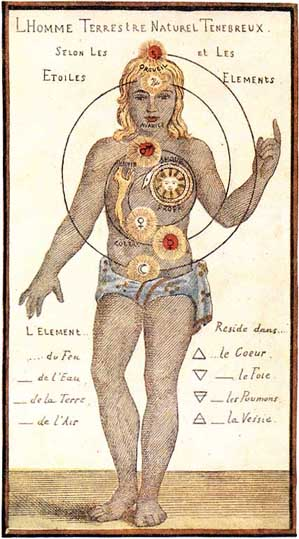
Representación de los centros secretos del cuerpo humano según el místico alemán Johann Georg Gichtel.

En Theosophia Practica, Gichtel ideó una primera versión de los siete chakras de acuerdo con una secuencia planetaria:
- Saturno: Sahasrara Chakra
- Júpiter: Ajna Chakra
- Marte: Visuddha Chakra
- Sol: Anahata Chakra
- Venus: Manipura Chakra
- Mercurio: Svadhisthana Chakra
- Luna: Muladhara Chakra

## Obras
La correspondencia de Gichtel fue publicada sin su conocimiento por Gottfried Arnold, un discípulo, en 1701 (2 vols.), y nuevamente en 1708 (3 vols. ). Se ha reimpreso con frecuencia bajo el título Theosophia practica . El séptimo volumen de la edición de Berlín (1768) contiene un aviso de la vida de Gichtel.